# Rhyacophila janosi
Rhyacophila janosi är en nattsländeart som beskrevs av Olah 1987. Rhyacophila janosi ingår i släktet Rhyacophila och familjen rovnattsländor. Inga underarter finns listade i Catalogue of Life.